# Millerntor-Stadion
Millerntor-Stadion (v letech 1970–1998: Wilhelm-Koch-Stadion) je víceúčelový stadion v hamburské čtvrti St. Pauli postavený nedaleko vykřičené ulice Reeperbahn. Domácí zápasy zde hraje fotbalový klub St. Pauli. Rovněž tu hraje klub amerického fotbalu Hamburg Blue Devils a také se tu konají koncerty, například v roce 1988 zde vystoupil Prince. Stadion má od dokončení rekonstrukce v roce 2015 kapacitu 29 546 míst, z nich je 16 940 je na stání a 12 606 míst k sezení. Na stadionu je také 2 491 VIP míst a 96 míst pro vozíčkáře. FC St. Pauli tu v roce 2010 slavil sté výročí založení klubu.

## Historie
První jednoduchá sportoviště vznikla na Heiligengeistfeld po první světové válce. Vedle dalších dělnických sportovních sdružení (Arbeitersportkartells) tu měl domácí hřiště i fotbalový St. Pauli TV. 
V roce 1946 klub, který se již jmenoval FC St. Pauli, postavil nový stadión. Zčásti byl vybudován na místě, kde od roku 1802 stála Hamburská hvězdárna, jež byla kvůli postupující industrializaci v roce 1912 přemístěna na příhodnější místo v Bergedorfu. Stadion stojí na Heiligengeistfeld, naproti staré hasičské zbrojnici a na rohu Glacischaussee a Budapester Straße  (která se do roku 1956 jmenovala Ernst Thälmann-Straße).
Po druhé světové válce leželo město v rozvalinách a postavit stadion nebylo možné bez pomoci členů klubu a fanoušků. Hřiště však nemělo dlouhého trvání. V roce 1961 muselo ustoupit Mezinárodnímu zahradnickému veletrhu (Bundesgartenschau), který byl naplánován na rok 1963 do Hamburku. Rozlehlý park Planten un Blomen, kde se akce konala, byl zčásti vybudován na místě stadionu. (V jeho místech se nachází severní vstup do stanice metra St. Pauli).
Proto si klub musel hledat nové místo a hned v roce 1961 začala výstavba. Stadion byl otevřen se zpožděním v roce 1963, neboť chyběla drenáž a  hrací plocha byla po dešti nezpůsobilá. Do hlediště se vešlo 32 tisíc diváků, ale kvůli bezpečnosti byla kapacita posléze snížena na 20 629.

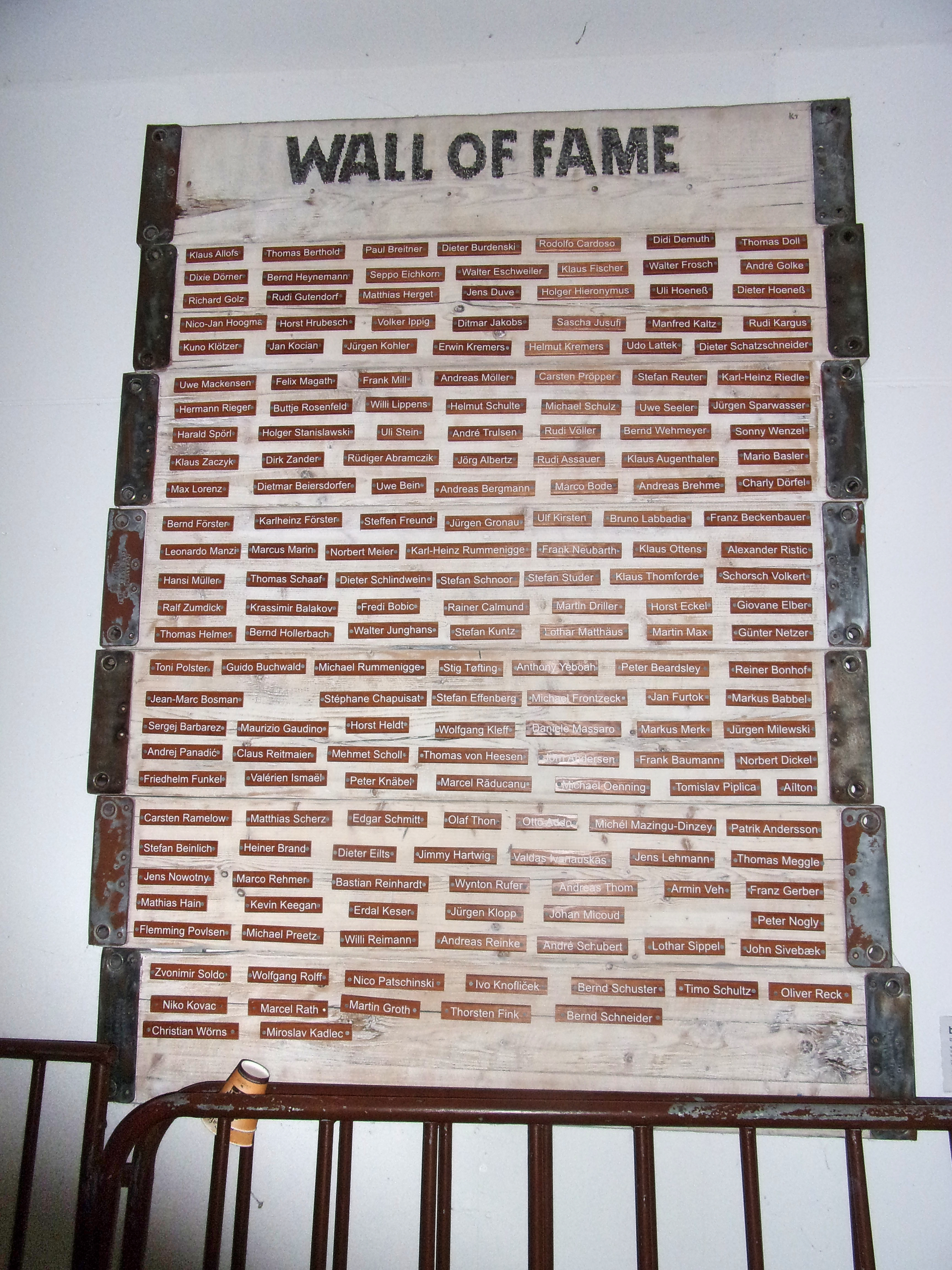
Tabule cti

Millerntor-Stadion prošel během let řadou úprav, zásadní byla stavba dočasné zadní tribuny s místy k sezení, po jejíž výstavbě mohl tým v roce 1988 hrát Bundesligu. Provizorium fungovalo až do května 2012, kdy byla celá zadní tribuna zbořena.
Na konci osmdesátých let se objevily plány zcela nového stadionu. Realizaci projektu nazvaného Sport-Dome zablokovali fanoušci klubu spolu s místními obyvateli. Sport-Dome byl kombinací moderního stadionu s místy pouze k sezení, nákupní galerie a hotelu. Fanoušci protestovali proti komercionalizaci a záměr rovněž vzbudil obavy místních z růstu nájmů v blízkém okolí. 
V devadesátých letech představil předseda klubu architekt Heinz Weisener nové záměry, ale i ty rychle vzaly zasvé, tentokrát kvůli finanční situaci klubu. Otázka nového stadionu je nekončícím příběhem a každý předseda přichází s vlastním plánem.

## Název
Moderní St. Pauli se rozkládá vně historického opevnění, kterým byl Hamburk obkroužen. Průjezd městskou hradbou přes zemi nikoho směrem na dánskou Altonu byl střežen branou Millerntor.
Mezi lety 1970 a 1998 se sportoviště jmenovalo Wilhelm-Koch-Stadion. Členové klubu jej přejmenovali, neboť dlouholetý sportovní funkcionář Wilhelm Koch měl hnědou minulost člena NSDAP. 
V roce 2007 členové klubu odsouhlasili, že jméno stadionu nebude komerčně využíváno.